# Izrail Dagin
Izrail Jakowlewicz Dagin (ros. Израиль Яковлевич Дагин, ur. 1895 w Melitopolu, zm. 22 stycznia 1940) – Żyd, funkcjonariusz radzieckich służb specjalnych, komisarz bezpieczeństwa państwowego III rangi.

## Życiorys
Do 1908 skończył 3 klasy szkoły podstawowej i pracował w fabryce w Melitopolu, od lutego 1915 służył w rosyjskiej armii, w lutym 1917 aresztowany na 2 miesiące za antywojenną agitację, w październiku 1917 zdezerterował z armii i wstąpił do Czerwonej Gwardii w Symferopolu. Od stycznia 1918 dowódca oddziału komunistycznej partyzantki, wkrótce wstąpił do Czeki i został członkiem Kolegium Melitopolskiej Czeki, później komisarzem banków w Melitopolu. Od czerwca 1919 członek RKP(b)/WKP(b), od sierpnia do grudnia 1919 członek Prezydium i kierownik Wydziału Wojskowego Podziemnego Gubernialnego Komitetu RKP(b) w Mikołajowie, organizator powstania przeciw „białym” wojskom Denikina w kilku rejonach guberni mikołajowskiej. Od grudnia 1919 przewodniczący miejskiej Czeki w Mikołajowie, 1920 członek Kolegium i sekretarz gubernialnej Czeki w Mikołajowie, od stycznia do maja 1921 zastępca przewodniczącego Sewastopolskiej Czeki, od maja 1921 do stycznia 1922 zastępca przewodniczącego Krymskiej Czeki, od lutego 1922 do stycznia 1924 szef okręgowego oddziału GPU w Sewastopolu i szef Wydziału Specjalnego Morza Czarnego i Azowskiego. Od 21 stycznia 1924 do 25 września 1926 zastępca przewodniczącego terskiego gubernialnego/okręgowego oddziału GPU i szef Sekcji Tajno-Operacyjnej, od 25 września 1926 p.o. szefa, a od 13 września 1927 do 1 października 1930 szef terskiego okręgowego oddziału GPU. Od 1 października 1930 do 6 marca 1931 szef terskiego sektora operacyjnego GPU, od 6 marca do 17 sierpnia 1931 pomocnik pełnomocnego przedstawiciela OGPU w Kraju Północnokaukaskim ds. milicji i szef Zarządu Milicji Robotniczo-Chłopskiej Pełnomocnego Przedstawicielstwa OGPU w Kraju Północnokaukaskim, od 31 sierpnia 1931 do 15 marca 1933 pomocnik pełnomocnego przedstawiciela OGPU w Kraju Niżnowowołżańskim, od 15 marca 1933 zastępca pełnomocnego przedstawiciela, a od 5 stycznia do 10 lipca 1934 pełnomocny przedstawiciel OGPU w Kraju Północnokaukaskim. Od 15 lipca 1934 do 15 kwietnia 1937 szef Zarządu NKWD Kraju Północnokaukaskiego/Ordżonikidzewskiego, od 29 listopada 1935 komisarz bezpieczeństwa państwowego III rangi, od 15 marca do 14 czerwca 1937 szef Zarządu NKWD obwodu gorkowskiego (obecnie obwód niżnonowogrodzki). Od 14 czerwca 1937 do 28 marca 1938 szef Wydziału 1 (Ochrony przywódców partii i rządu) Głównego Zarządu Bezpieczeństwa Państwowego (GUGB), od 28 marca do 29 września 1938 szef Wydziału 1 Zarządu 1 Bezpieczeństwa Państwowego (UGB)  NKWD ZSRR, od 29 września do 5 listopada 1938 ponownie szef Wydziału 1 GUGB. Deputowany do Rady Najwyższej ZSRR 1 kadencji.
5 listopada 1938 aresztowany, 21 stycznia 1940 skazany na śmierć przez Kolegium Wojskowe Sądu Najwyższego ZSRR, następnie rozstrzelany.

## Odznaczenia
- Order Lenina (11 lipca 1937)
- Order Czerwonego Sztandaru (1927)
- Medal jubileuszowy „XX lat Robotniczo-Chłopskiej Armii Czerwonej” (22 lutego 1938)
- Odznaka „Honorowy Funkcjonariusz Czeki/GPU (V)” (1924)
- Odznaka „Honorowy Funkcjonariusz Czeki/GPU (XV)” (20 grudnia 1932)